# 팀파눔

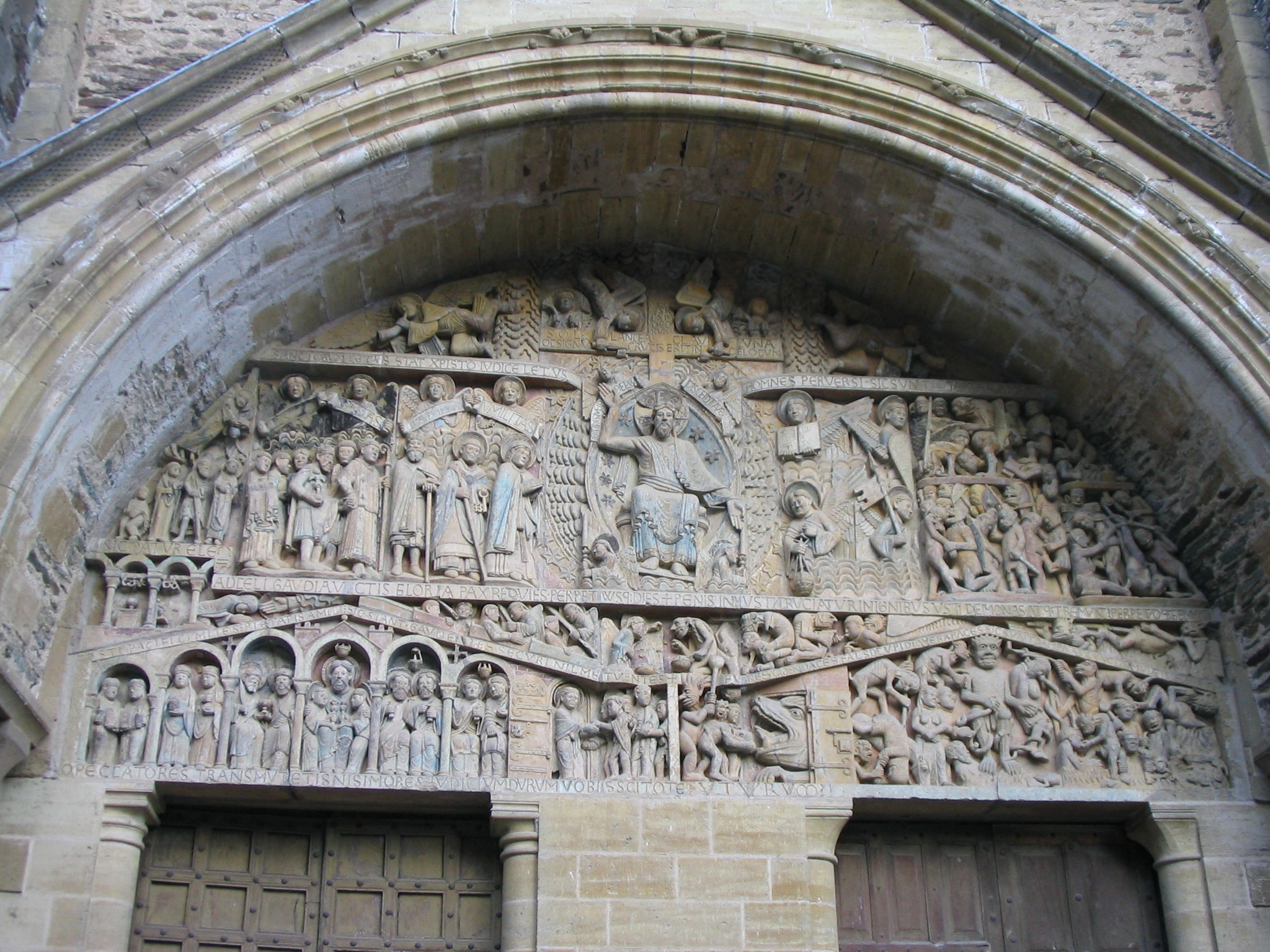
프랑스 콩크의 생트 푸아 성당 정면에 새겨진 중세 로마네스크 양식의 팀파눔.

팀파눔(tympanum, 복수형으로 '팀파나' - tympana)은 건축 용어로, 건물 정면의 대문이나 출입문, 창문 위에 얹혀 있는 반원형, 삼각형의 부조 장식을 뜻한다. 가로대와 아치로 둘러싼 가운데 여러 석조와 화상, 장식 등이 들어간 구조로 되어 있다.
고대 그리스 건축과 로마 건축, 중세 기독교 건축에서는 신전과 교회 등에서 주로 많이 쓰였으며, 그 안에 종교적 소재가 담겨 있는 경우가 보통이었다. 특히 출입문 위에 새겨지는 팀파눔은 아무 곳에나 쓰이는 것이 아니라 가장 중요한 위치에만, 혹은 출입문이 한 곳밖에 나지 않았을 경우 그곳에만 자리하는 일종의 기념 부조물이었다. 팀파눔의 형태 역시 시대별 양식에 따라 변화하였다. 그리스 로마 시대의 고전 건축과 고전식을 표방한 르네상스 건축에서는 삼각형이었으나, 로마네스크 건축에서는 반원형 내지는 부분원형이었다. 또 고딕 건축에 들어와서는 수직상으로 뾰족 튀어나온 반원형, 즉 첨두 아치형이 되었다. 이와 같은 틀의 형태는 그 안에 담길 소재들의 일반적인 구성에 자연스레 영향을 미치게 된다.
팀파눔 주변부를 따라서도 장식을 여러 단씩 새겨넣은 경우가 있는데, 이는 아키볼트(archivolt) 내지는 장식 홍예틀이라고 부른다. 또 중세 프랑스 건축에서는 이 팀파눔을 떠받치는 기둥에도 조각을 한 경우가 있으며, 이때 이 기둥을 '트뤼모' (Trumeau)라 따로 칭한다. 한편으로 서양권에서는 중세 유럽 건축과는 별개로 아시아 건축에서 발견되는 정문 위 장식물도 '팀파눔'이라 부르기도 한다.

## 사례

### 중세 유럽

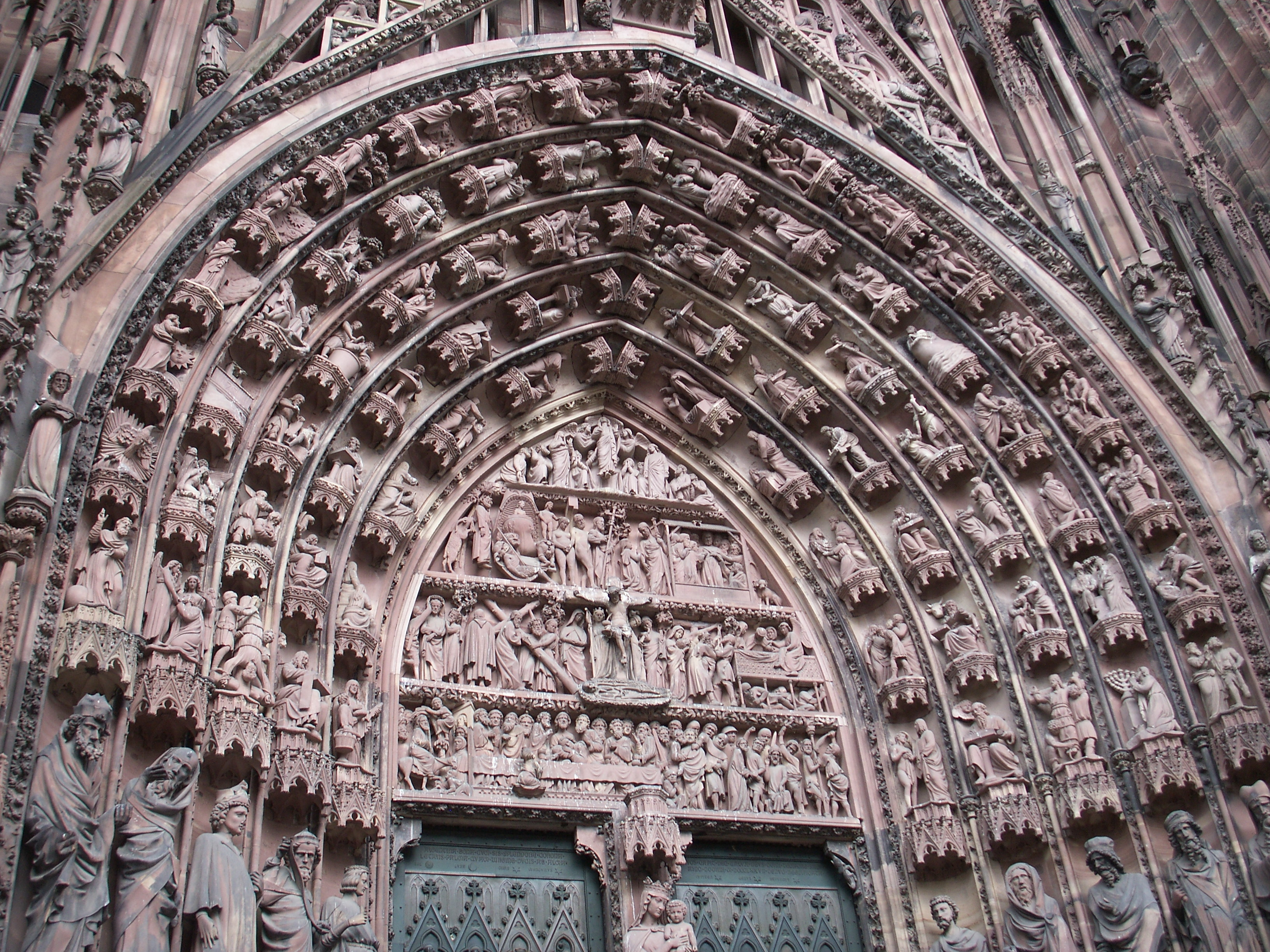
프랑스 스트라스부르 대성당의 서쪽 정면에 있는 팀파눔과 그를 둘러싼 아키볼트의 모습
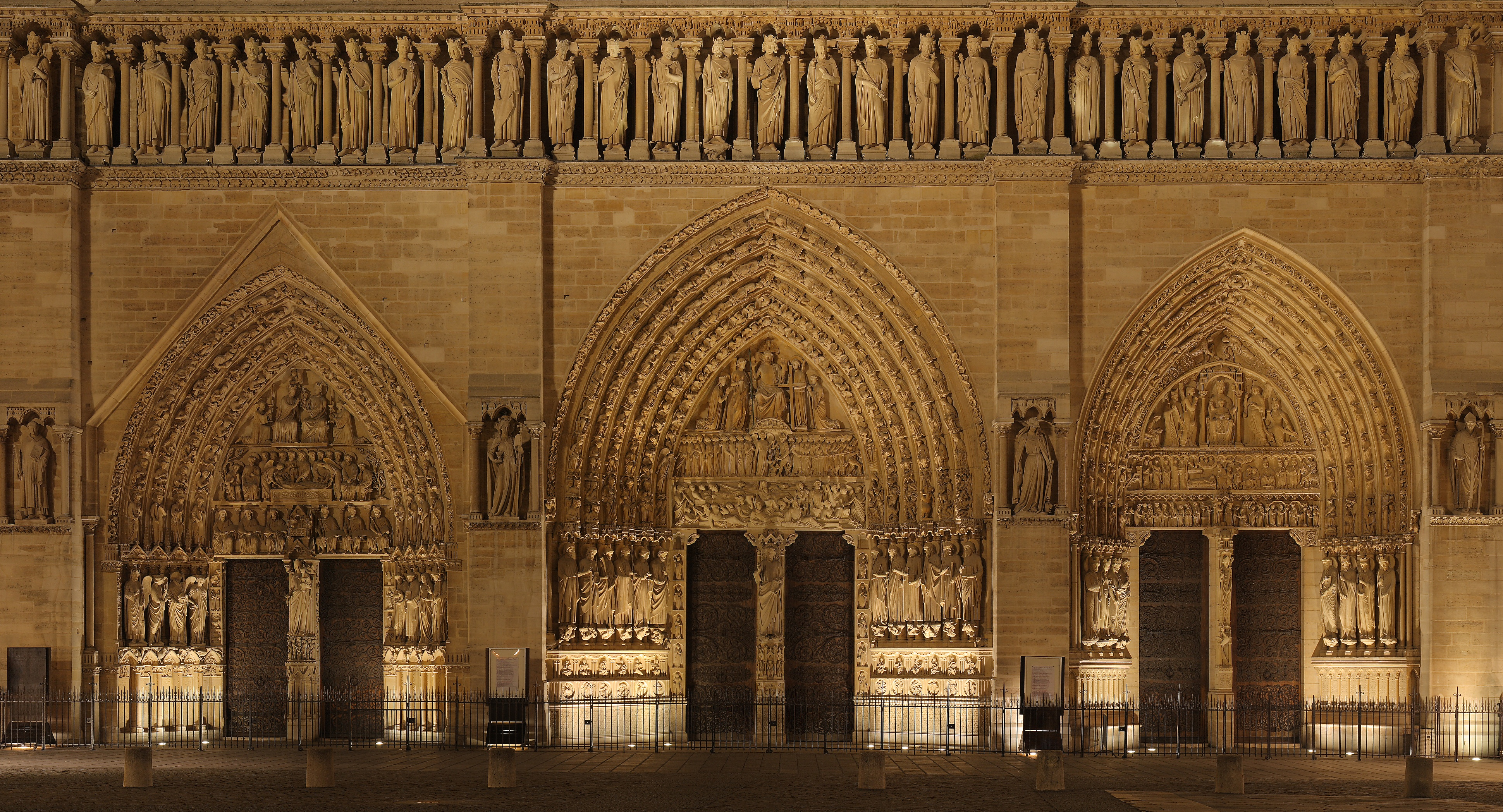
프랑스 파리의 파리 노트르담 성당에 있는 세 개의 팀파눔
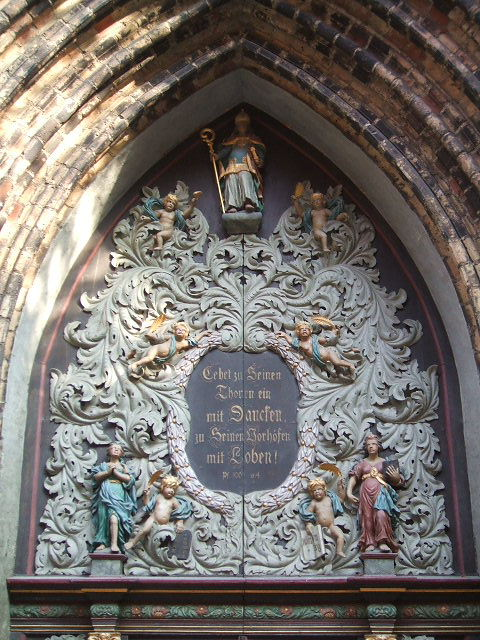
독일 슈트랄준트의 팀파눔
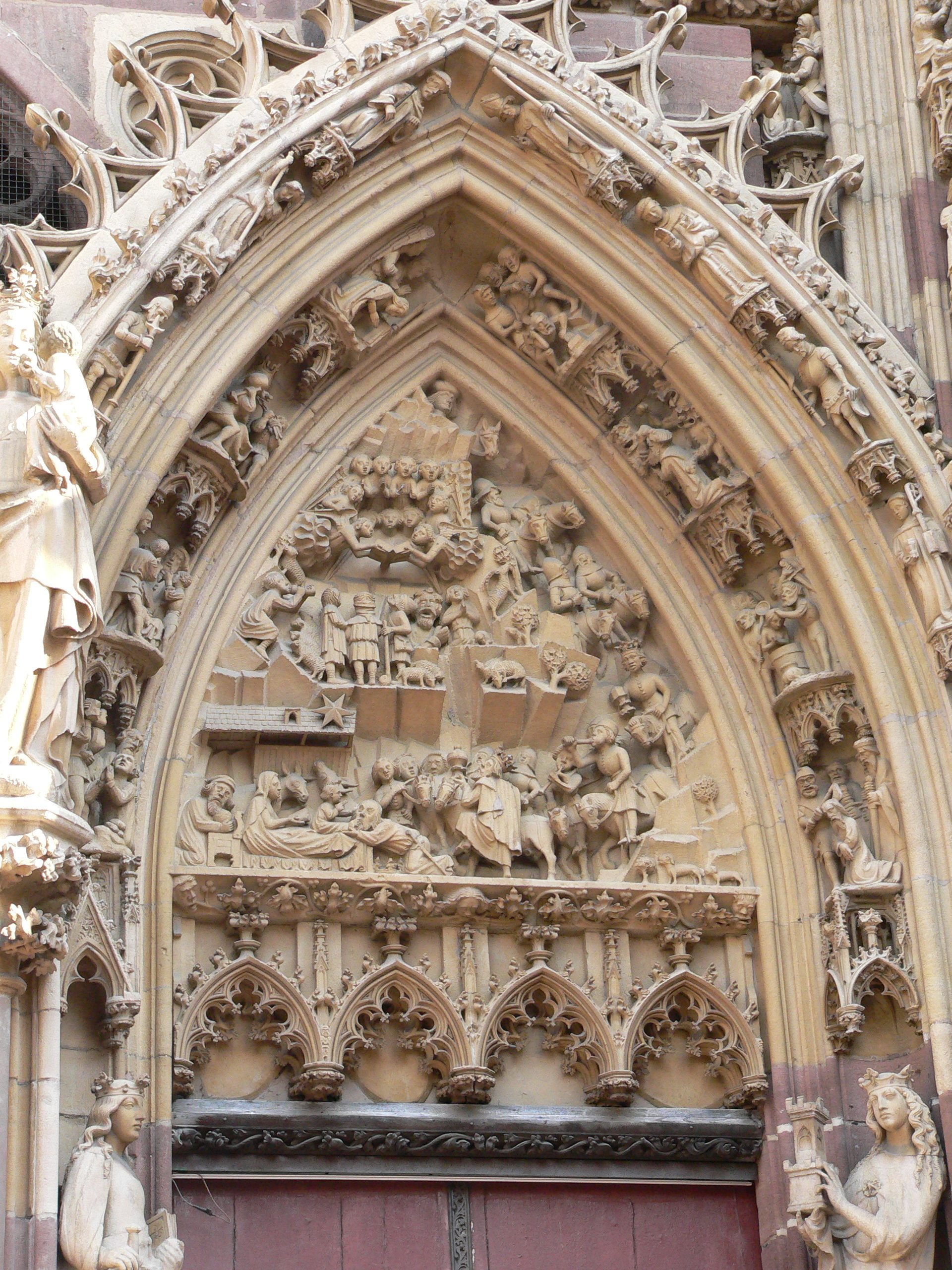
프랑스 탄 시의 생티에보 성당에 새겨진 팀파눔
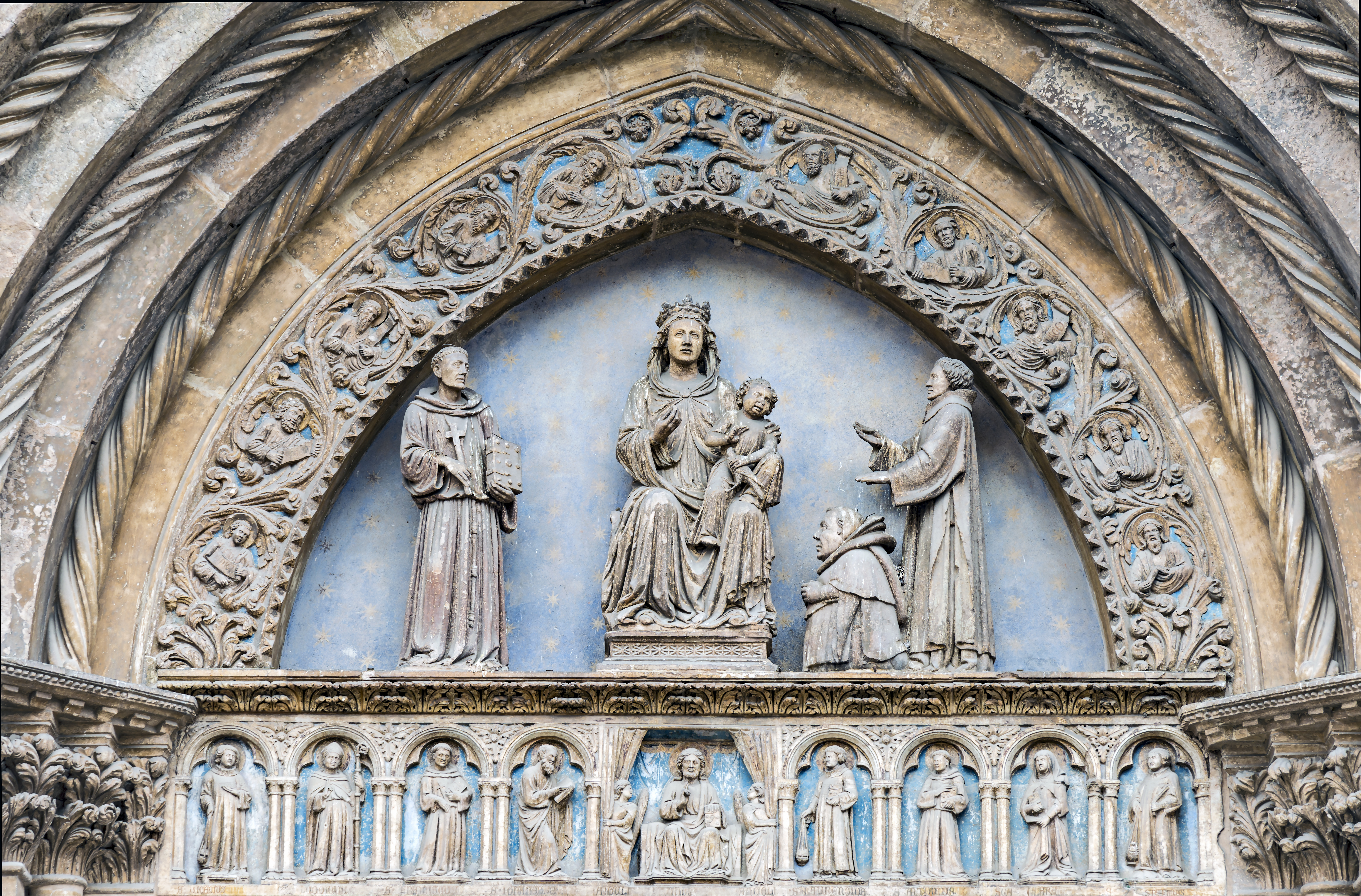
이탈리아 비센차 산로렌초 성당의 팀파눔
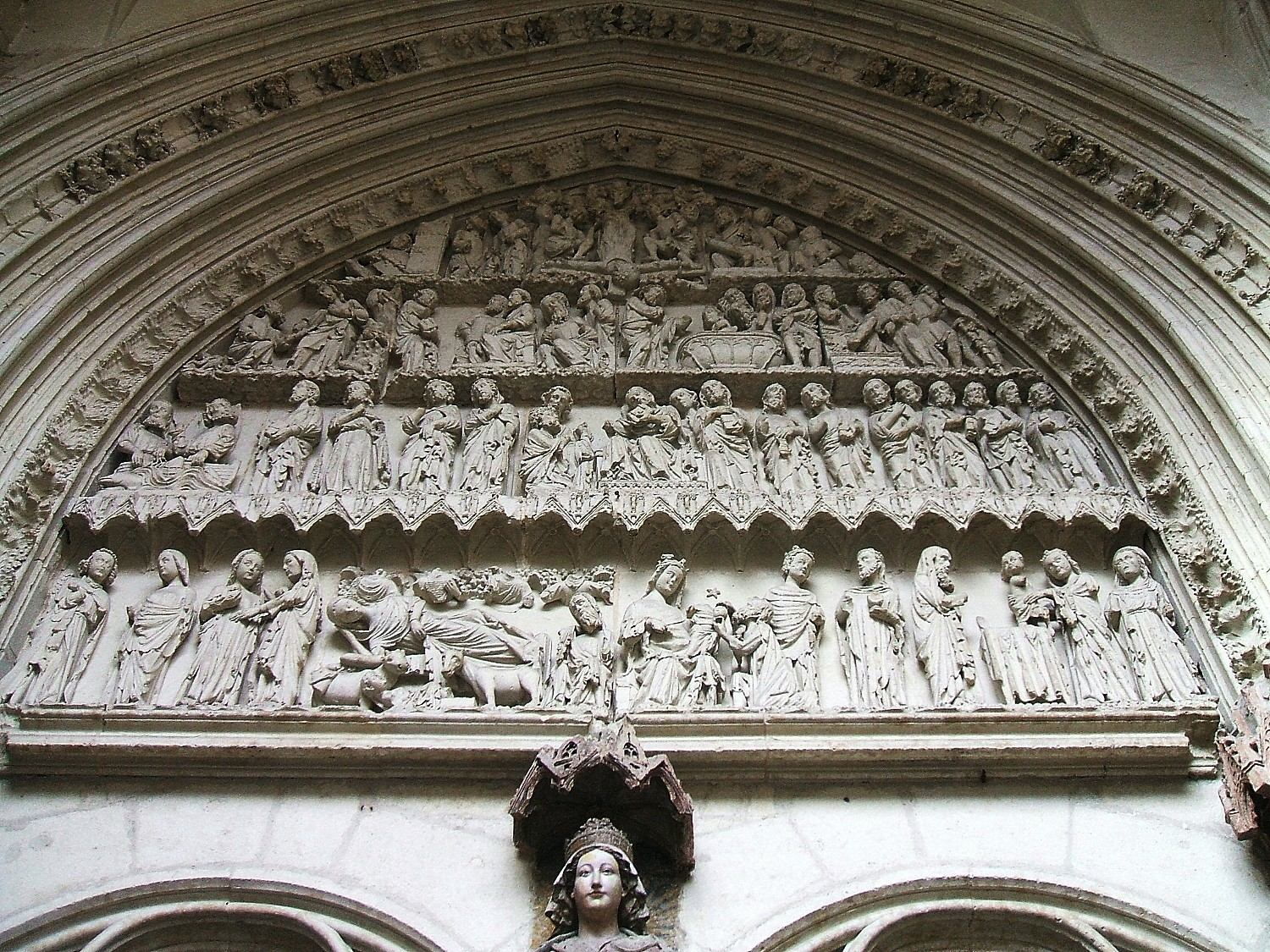
스페인 비토리아의 산 페드로 아포스톨 성당에 새겨진 팀파눔. 성 베드로와 마리아의 삶을 묘사했다.
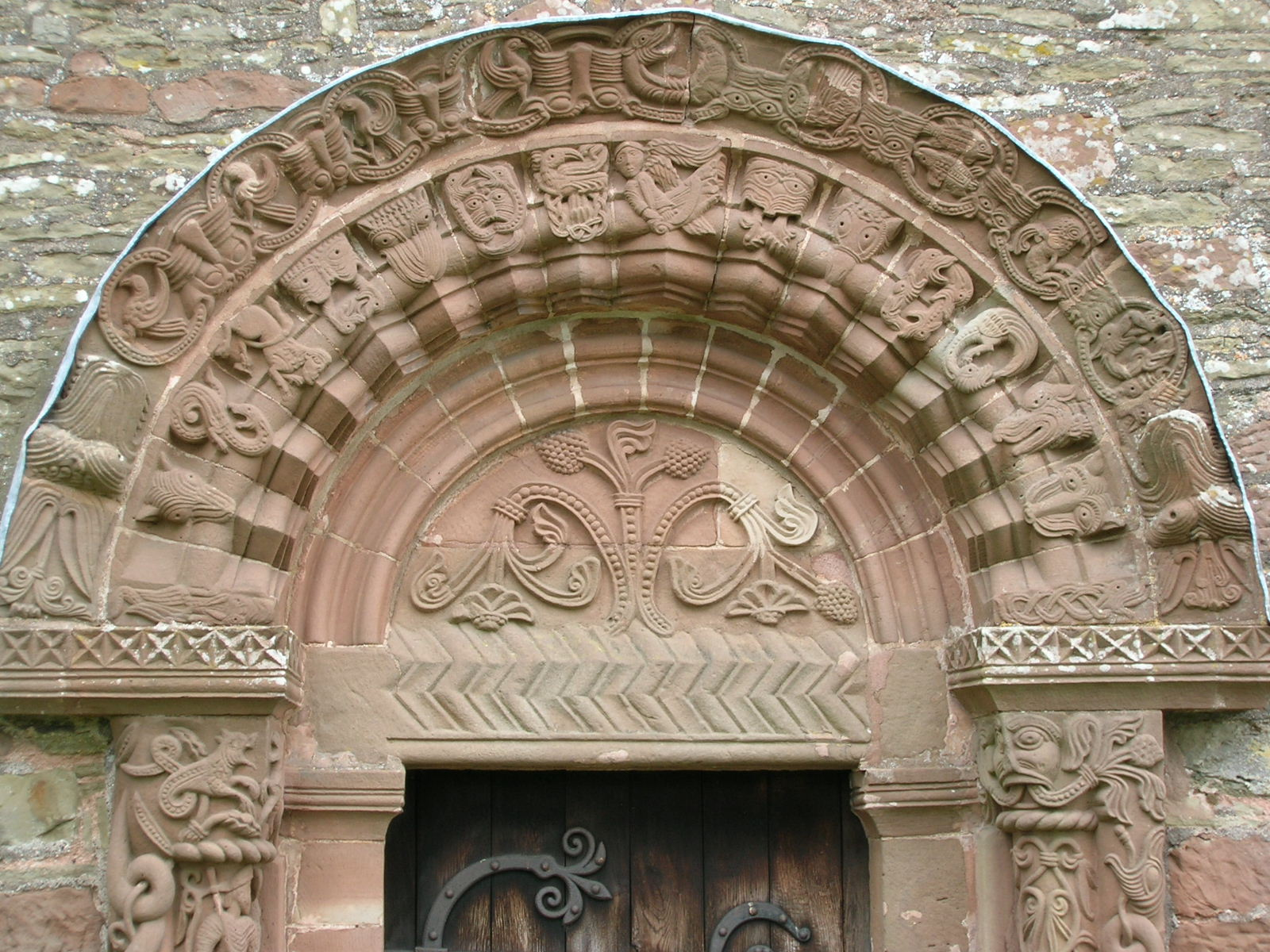
영국 잉글랜드 킬펙의 세인트 메리 앤드 세인트 데이비드 교회에 새겨진 팀파눔(생명나무)과 아키볼트
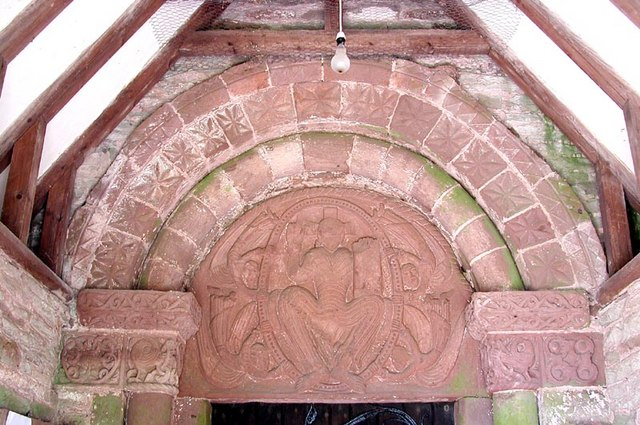
영국 잉글랜드 롤스톤의 한 건물에 새겨진 팀파눔 (예수와 네 천사)
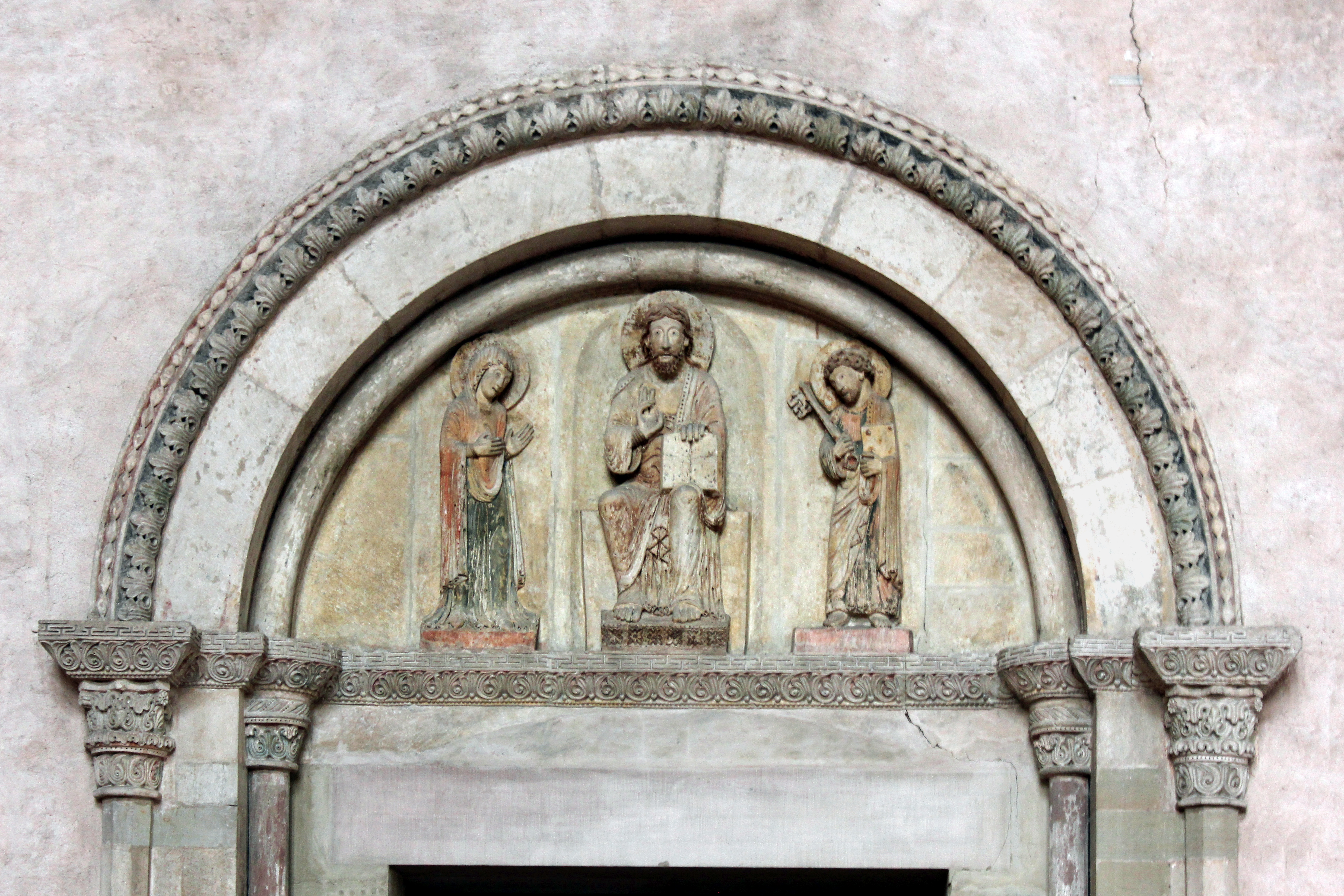
독일 트리어 대성당의 로마네스크 양식으로 장식된 팀파눔

### 유럽 외

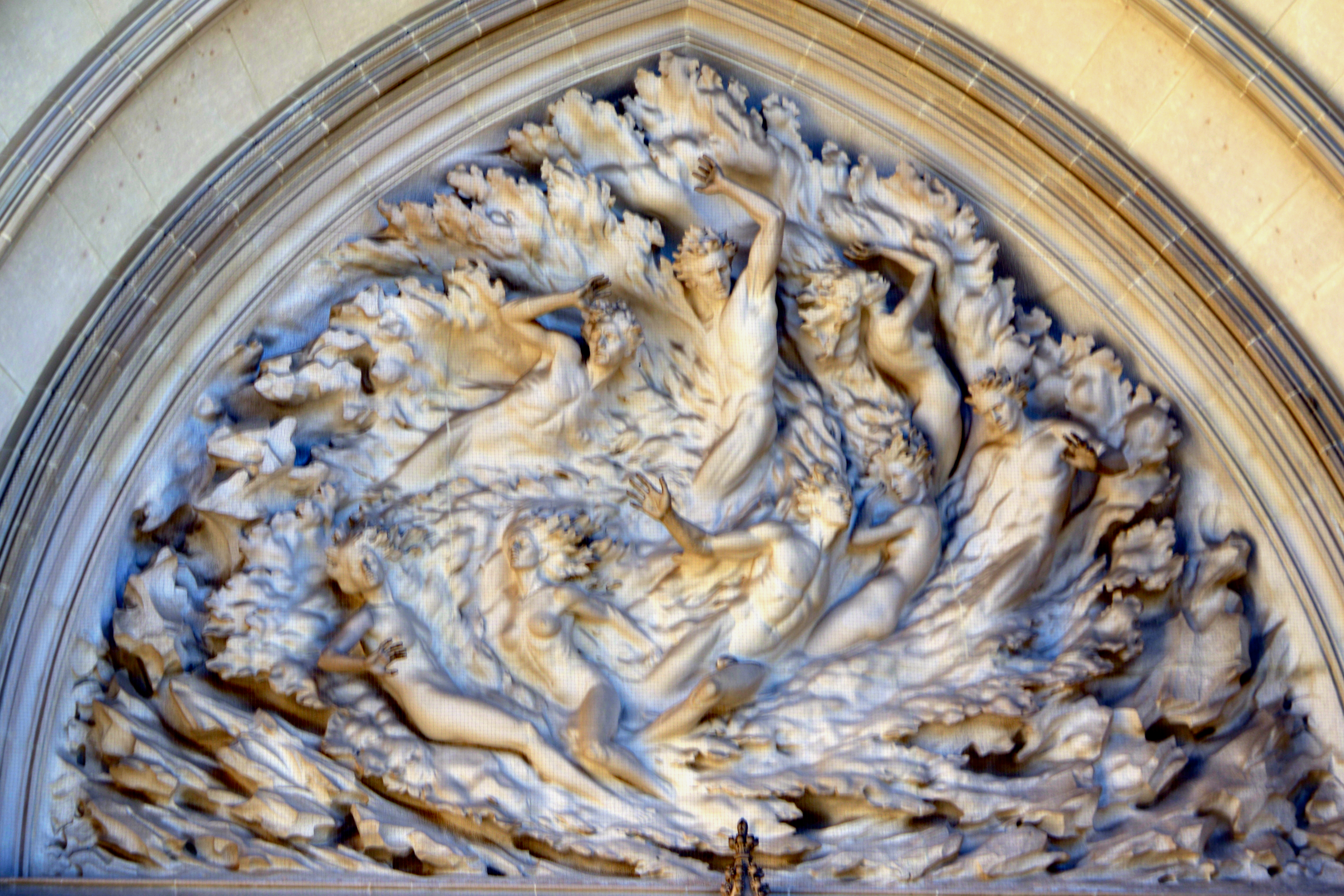
미국 워싱턴 국립 대성당 중앙문 위에 자리한 팀파눔. 프레더릭 하트의 작품 <무(無)에서> (Ex Nihilo)이다.
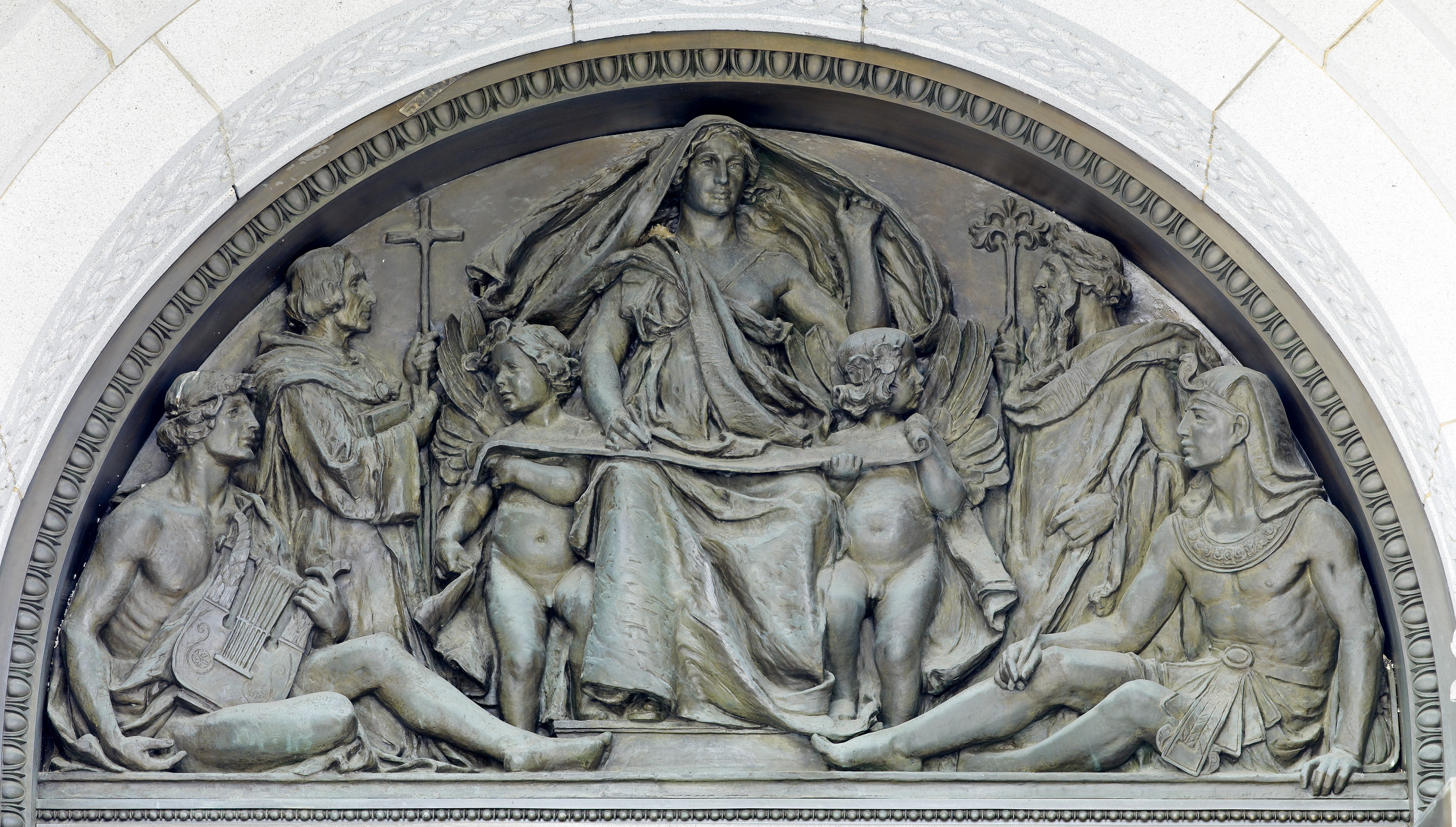
미국 워싱턴 D.C.의 토머스 제퍼슨 빌딩에 새겨진 청동제 팀파눔
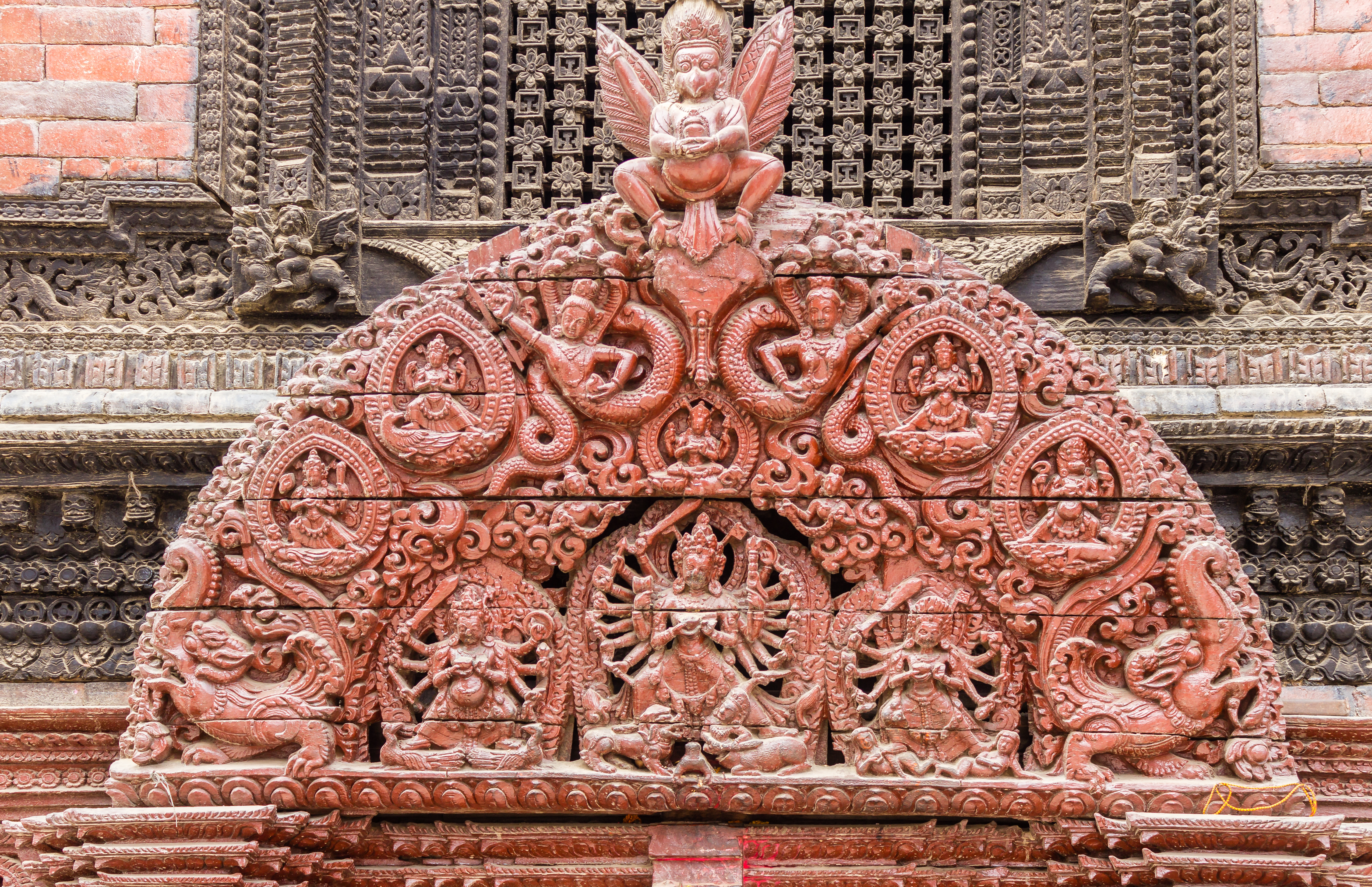
네팔 카트만두 바산타푸르 두르바르 광장의 쿠마리가르에 새겨져 있는 팀파눔
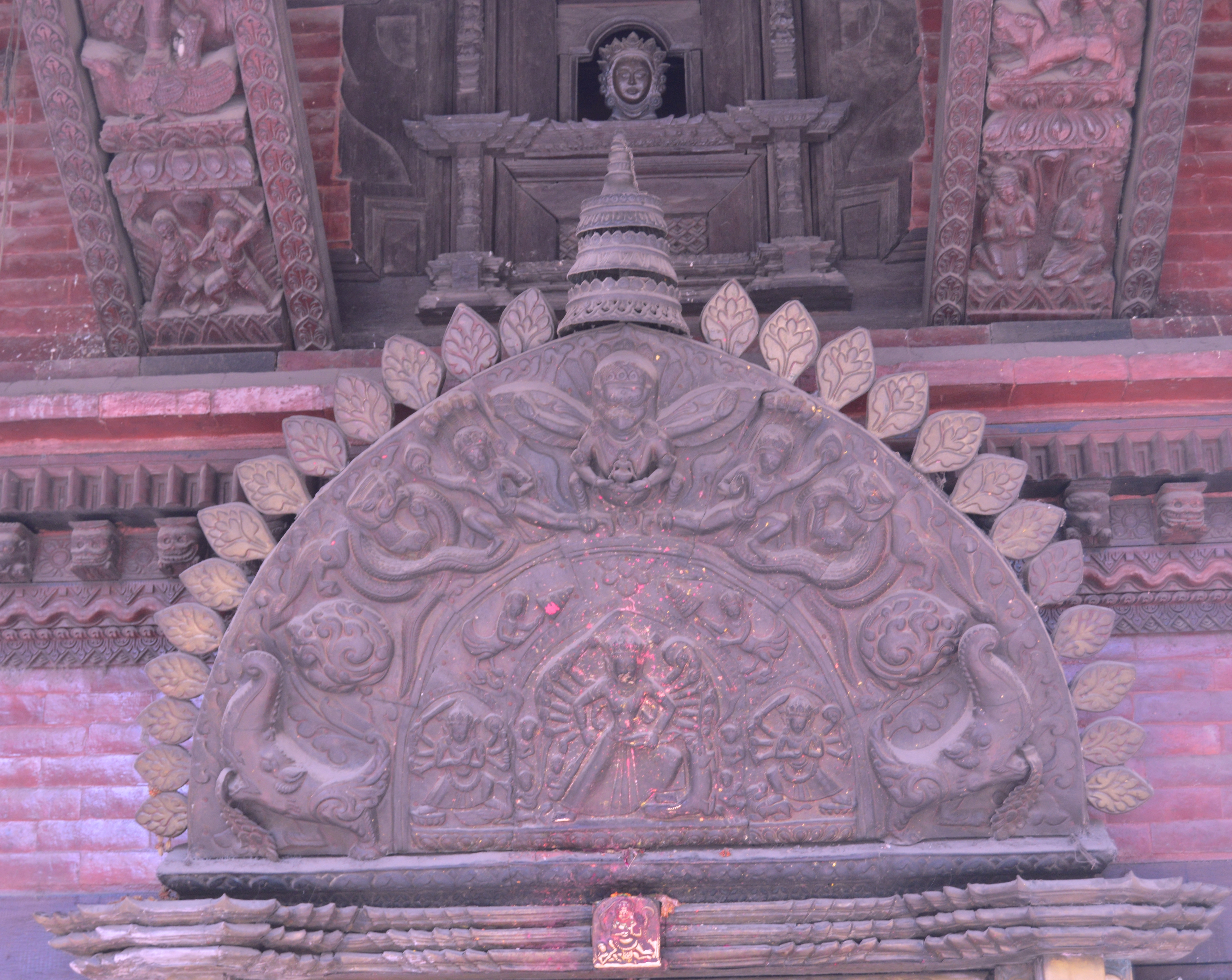
네팔 카트만두 바그와티 사원에서 볼 수 있는 팀파눔
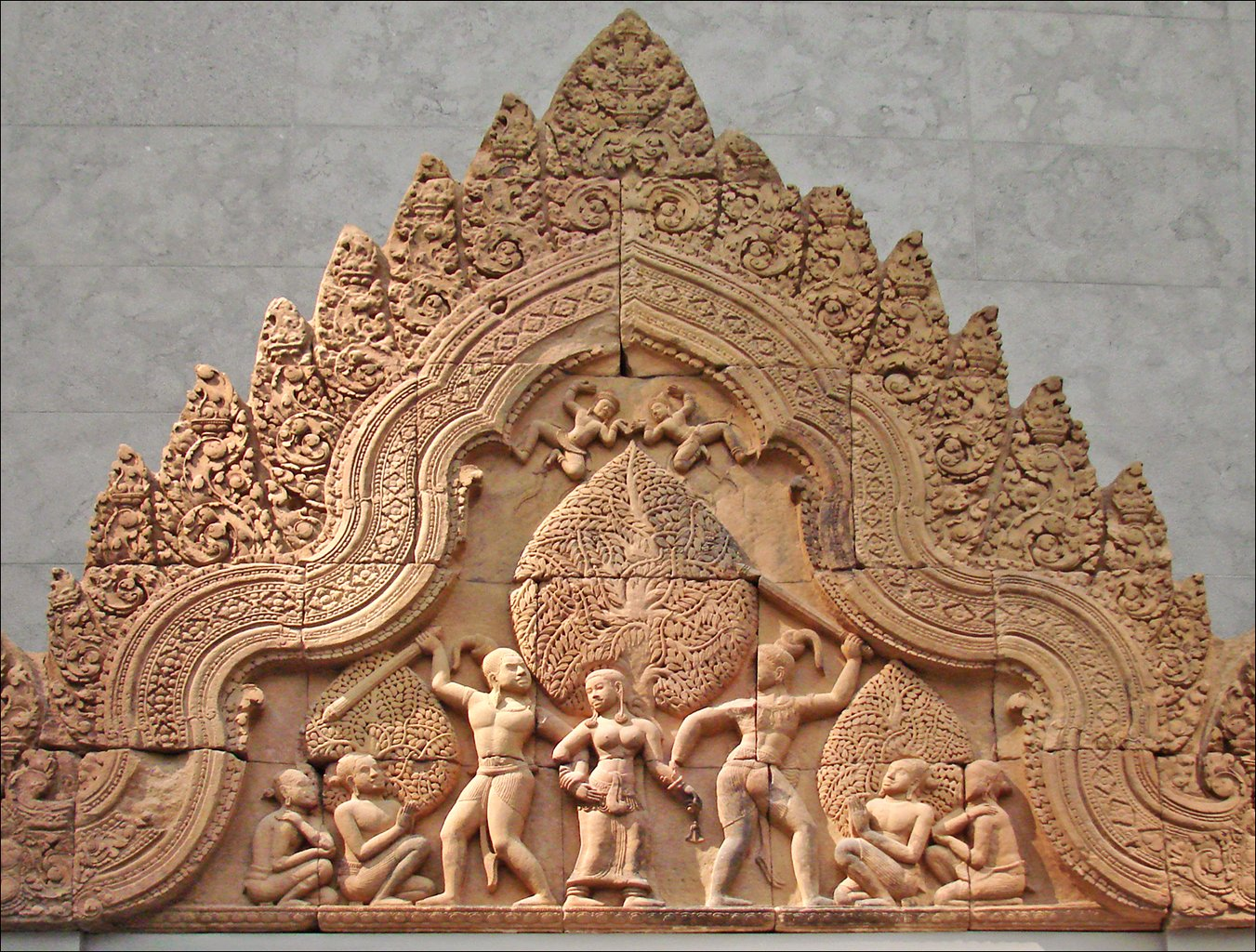
캄보디아 반테아이 스레이 사원의 팀파눔.

## 같이 보기
- 페디먼트